# Клинтон, Билл
Уи́льям Дже́фферсон (Билл) Кли́нтон (англ. William Jefferson «Bill» Clinton), при рождении — Уи́льям Дже́фферсон Бла́йт III (англ. William Jefferson Blythe III; род. 19 августа 1946, Хоп, Арканзас, США) — американский государственный и политический деятель, 42-й президент США (1993—2001) от Демократической партии. Супруг государственного секретаря и кандидата в президенты США 2016 Хиллари (Родэм) Клинтон. Доктор права (1973).
До своего избрания на пост президента пять раз избирался губернатором штата Арканзас (1979—1981, 1983—1992). Он стал первым президентом, родившимся в поколении бэби-бумеров. Клинтон — первый президент-демократ, чья политика отражала позицию центристской политической философии «третьего пути».
Клинтон руководил страной в течение самого длительного периода экономического роста мирного времени в американской истории. Он подписал Североамериканское соглашение о свободной торговле и Закон о борьбе с насильственными преступлениями и обеспечении правопорядка, но не смог провести свой план национальной реформы здравоохранения. В сфере внешней политики США Клинтон начал военную интервенцию в Боснии, в конечном итоге подписав в 1995 году Дейтонское мирное соглашение, и позже, в 1999 году, вмешался в конфликт в Косово, начав бомбардировки Югославии. Он также призвал к расширению НАТО в Восточной Европе, и часть бывших членов Варшавского договора присоединились к НАТО во время его президентства (четвёртое расширение). Внешняя политика Клинтона на Ближнем Востоке привела к тому, что он участвовал в саммите в Кэмп-Дэвиде по продвижению израильско-палестинского мирного процесса и оказывал помощь мирному процессу в Северной Ирландии.
Второй президентский срок Клинтона был отмечен скандалом с Моникой Левински, который начался в 1995 году, когда у него были сексуальные отношения с тогдашней 22-летней стажёркой Белого дома. В январе 1998 года новости об этом романе попали в заголовки таблоидов. Палата представителей объявила Клинтону импичмент, он стал вторым президентом США, против которого было возбуждено дело об импичменте, после Эндрю Джонсона. В 1999 году в Сенате начался процесс по делу об импичменте Клинтону, где он был оправдан по всем пунктам обвинения.
После ухода с поста Клинтон занимался публичными выступлениями и гуманитарной деятельностью. Он создал Фонд Клинтона для решения международных проблем, таких как профилактика ВИЧ/СПИДа и глобального потепления. В 2009 году он был назначен специальным посланником ООН на Гаити. После землетрясения на Гаити в 2010 году Клинтон основал Фонд Клинтона—Буша на Гаити. Он продолжал активно участвовать в политике Демократической партии, участвуя в президентских кампаниях своей жены в 2008 и 2016 годах. После смерти Джимми Картера 29 декабря 2024 года является последним живым президентом XX столетия.

## Биография

### Ранние годы
Уильям Джефферсон Блайт III родился 19 августа 1946 года в городе Хоп (штат Арканзас). Его отец, Уильям Джефферсон Блайт — младший (1918—1946), был коммивояжёром по продаже оборудования. Мать, Вирджиния Делл Кэссиди (1923—1994), после школы уехала учиться на медсестру-анестезиолога в Шривпорте, штат Луизиана, где и познакомилась со своим будущим супругом Уильямом. В 1943 году они заключили брак, после чего Уильям, которого к тому времени призвали в армию, был отправлен в Египет на фоне Второй мировой войны. Завершил службу в Италии в декабре 1945 года. Вернувшись на родину, Уильям решил переехать со своей женой в Чикаго. 17 мая 1946 года, по дороге из Чикаго в Хоп, Уильям погиб в автокатастрофе. Вирджиния была его пятой женой, а Билл третьим ребёнком. У него осталось ещё двое детей от двух первых браков, которые жили в семьях своих матерей: сын Генри Леон 1938 года рождения и дочь Шарон Ли 1941 года рождения. Мать Билла после рождения ребёнка вернулась в Шривпорт, чтобы продолжить образование, и первые годы воспитанием маленького Билла занимались его бабушка и дедушка Элдридж и Эдит Кэссиди. Они содержали бакалейную лавку. Несмотря на расовую сегрегацию, распространённую в США в те годы, они обслуживали даже так называемое «цветное» население города, вызывая недовольство других горожан. Так что первые «уроки» расовой терпимости Клинтон получил, будучи ещё ребёнком. Когда Биллу было 4 года, его мать повторно вышла замуж за торговца автомобилями Роджера Клинтона. В 1953 году семейство переехало в город Хот-Спрингс, расположенный в том же штате Арканзас, а в 1956 году у Билла родился брат Роджер. Билл получил фамилию отчима в 15 лет. В школе Клинтон был одним из лучших учеников и, помимо того, руководил джаз-бэндом, в котором играл на саксофоне. В июле 1963 года он в составе делегации национальной молодёжной организации принял участие во встрече с президентом США Джоном Кеннеди. Юный Билл Клинтон лично приветствовал Кеннеди во время экскурсии в Белом доме 24 июля 1963 года.
После окончания школы учился в Джорджтаунском университете в Вашингтоне (выпущен бакалавром в 1968 году), а вслед за этим окончил Университетский колледж (Оксфорд), а также Йельский университет. Несмотря на то, что семья Билла по американским меркам принадлежала к среднему классу, денег на обучение сына в престижном университете у его родителей не было. Отчим страдал от алкоголизма, и Билл вынужден был заботиться о себе сам. Он получал повышенную стипендию, зарабатывал на жизнь собственным трудом. В Йельской школе права, которую он окончил в 1973 году, он познакомился с Хиллари Родэм, на которой женился 11 октября 1975 года. После окончания университета Билл недолго преподавал в юридическом институте Арканзасского университета в Файеттвилле. Хиллари Клинтон вскоре по примеру супруга занялась преподавательской деятельностью в том же университете. Зимой 1969—1970 годов совершил вояж в СССР и Чехословакию.

### Губернаторство
В 1974 году Билл Клинтон в возрасте 28 лет баллотировался в конгрессмены от своего родного штата Арканзас, но проиграл. В 1976 году он избрался на пост генерального прокурора Арканзаса, а в 1978 году победил на губернаторских выборах и стал самым молодым губернатором штата в истории страны (тогда ему было 32 года). Сделав упор на содействие предпринимательству и подъём образования, Клинтон за 11 лет губернаторства серьёзно повысил доходы штата, считавшегося одним из самых отсталых в США. Его жена Хиллари уже тогда проявляла себя в общественной жизни, занимаясь защитой прав детей и семьи в Арканзасе. В 1980 году у них родилась дочь Челси. Одной из важнейших своих задач губернатор Клинтон считал доступность качественного образования для всех жителей штата, независимо от дохода и цвета кожи, и с этой задачей он успешно справился. В 1986—1987 годах на посту председателя Ассоциации губернаторов он продвигал свои образовательные идеи уже на государственный уровень. Со времени губернаторства Клинтона Арканзас — один из лидеров по выделению средств на душу населения на образовательные программы.
В конце 1980-х годов, несмотря на полученное в 1986 году большинство в Конгрессе, Демократическая партия США растеряла важную часть своего электората — средний класс и белых рабочих. Губернатор Арканзаса Билл Клинтон был одним из лидеров «южных демократов» (в южных штатах демократы в целом не популярны), ставивших во главу угла не только либерализацию, которая имела решающее значение в подъёме Арканзаса, но и прагматизм. Одной из ведущих задач «южных демократов» было и возвращение своего исконного электората. Тем не менее, Клинтона можно назвать консервативным демократом. Прежде всего из-за исторической консервативности Арканзаса ему всегда приходилось искать общий язык с республиканцами и учитывать их мнение и интересы.

### Президентские выборы 1992 года
3 октября 1991 года Билл Клинтон выдвинул свою кандидатуру на пост президента США.
В рамках предвыборной кампании он делал упор на непростое экономическое состояние, в котором пребывала страна по итогам 12 лет правления республиканцев, в частности Джорджа Буша — старшего. Огромный государственный долг, дефицит бюджета, растущая безработица и высокая инфляция позволили Биллу Клинтону проводить свою предвыборную кампанию под лозунгом «Это экономика, дурачок», обращённым в конечном счёте к действующему президенту Бушу. Однако вследствие победоносной войны в Персидском заливе и в силу того факта, что положение дел в экономике было не столь безнадёжным, как это старались доказать в ходе предвыборной кампании Билл Клинтон и его соратники, решающего перевеса, по многочисленным опросам общественного мнения, кандидат от Демократической партии не имел.
Некоторые считают, что решающее влияние на исход голосования оказало участие в выборах независимого кандидата Росса Перо, который отобрал немалое количество голосов (хотя и не выборщиков) у Буша и тем самым принёс победу Клинтону. Другие с этим мнением не согласны, полагая, что Перо в одинаковой степени отбирал голоса у обоих кандидатов, а большая часть его избирателей и вовсе не пришли бы на выборы, не будь его в списках. Есть также предположения, что против Буша сыграло его неоднозначное состояние здоровья.
В итоге уверенно победил Билл Клинтон, в паре с баллотировавшимся на пост вице-президента сенатором от штата Теннесси Альбертом Гором. Заслуживает внимания тот факт, что Клинтону удалось выйти победителем даже в тех штатах, которые считались оплотом республиканцев. Подобного не было со времен Джона Кеннеди. Пара Клинтон-Гор в итоге набрала 370 голосов выборщиков, в то время как их республиканские конкуренты Буш и Дэн Куэйл — 168. Росс Перо и его напарник Джеймс Стокдэйл не набрали ни одного голоса выборщиков.

### Первый президентский срок

#### Вступление в должность

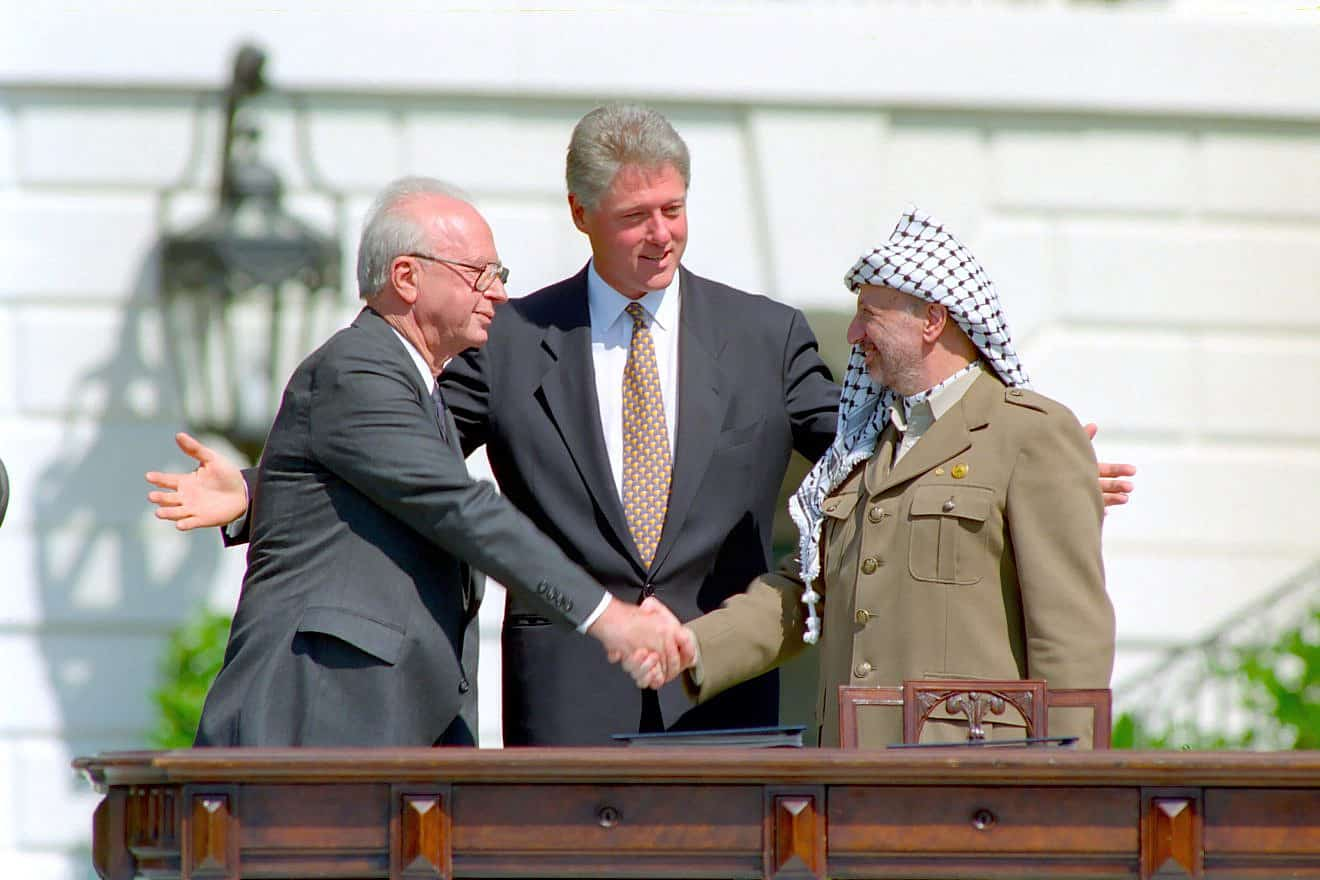
Ицхак Рабин, Билл Клинтон и Ясир Арафат, 13 сентября 1993 года

20 января 1993 года состоялась президентская инаугурация Уильяма Джефферсона Клинтона. В инаугурационной речи Клинтону удалось донести до слушателей свою основную мысль — необходимость перемен и историческую значимость смены поколений у руководства страной и прихода к власти молодых людей, осознающих свою «новую ответственность». В памяти избирателей хорошо остались его предвыборные обещания: способствовать сокращению безработицы, осуществлять реформы в области здравоохранения в интересах малоимущих слоёв населения, сократить налоги на средний класс при увеличении налогообложения состоятельных американцев и снизить военные расходы.

#### Внутренняя политика
Отсутствие у Клинтона опыта в большой политике сыграло свою негативную роль на первоначальном этапе его первого срока: долгое, хаотичное формирование команды. Предыдущий президент-демократ Джимми Картер сдал полномочия в 1981 году, и у демократов не было опытной команды для исполнительной власти (так, Клинтон предложил на должность генерального прокурора Зою Беард, находившуюся под уголовным преследованием за уклонение от уплаты налогов). Неудачей обернулось лоббирование Клинтоном службы в армии открытых гомосексуалов. В итоге после противодействия Министерства обороны и широкой общественной дискуссии компромиссный вариант очень отличался от идей Клинтона.
В феврале 1993 года Клинтон предложил глобальное повышение федеральных налогов для ликвидации дефицита федерального бюджета США к 1997 году. Несмотря на сопротивление со стороны конгрессменов-республиканцев, законопроект о повышении налогов был успешно принят. За счёт этого при первом сроке Клинтона на посту президента США дефицит бюджета США ежегодно снижался, в то время как при втором его сроке и вовсе отсутствовал.

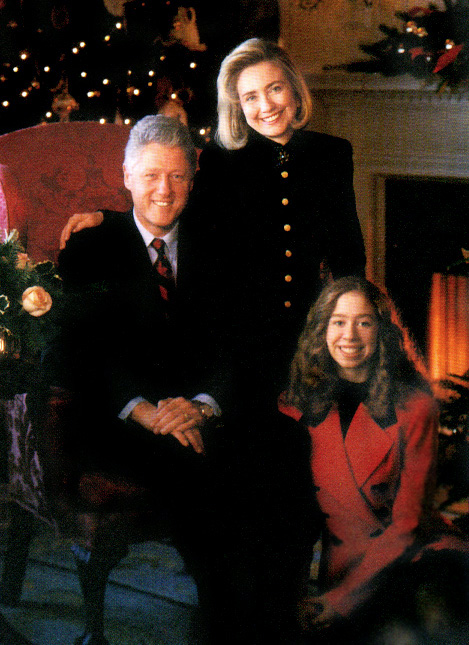
Семья Клинтонов в Белом доме

Апофеозом внутриполитических неудач Клинтона стала реформа здравоохранения — это была одна из важнейших задач, которые он ставил для себя как для президента США. Назначив свою жену Хиллари, также не имевшую опыта работы на федеральном уровне, главой оперативного комитета по реформе здравоохранения, и не просчитав политические последствия (Клинтон добивался медицинской страховки для всех граждан США и предлагал возложить часть расходов на плечи работодателей и производителей в медицинской сфере) Клинтон столкнулся с противодействием медицинских производителей и отсутствием поддержки в Конгрессе, который был готов к поправкам, но не к широкомасштабной реформе. А после поражения демократов на промежуточных выборах в Конгресс в 1994 году реализация реформы стала невозможной и была свёрнута.

#### Посредничество в израильско-палестинском конфликте
При первом сроке Клинтона внешнюю политику контролировал Уоррен Кристофер. Билл Клинтон лично выступил посредником в израильско-палестинском конфликте. 9 сентября 1993 года в Осло при посредничестве Норвегии премьер-министр Израиля Ицхак Рабин и лидер Организации освобождения Палестины (ООП) Ясир Арафат подписали соглашение, в рамках которого заявили о намерении мирно решать палестинский вопрос со взаимным полноценным признанием друг друга. 13 сентября того же года в Вашингтоне при посредничестве Клинтона Рабин и Арафат подписали Декларацию о принципах, ещё раз подтвердившую желание мирно решать палестинский вопрос и признать право как Израиля, так и Палестины на существование. Впрочем, эти соглашения не принесли мир в Палестине. В 2000 году, уже при втором сроке Клинтона, ООП объявило о возобновлении боевых действий в рамках второй интифады, продолжавшейся до 2005 года.

#### Миротворческая операция в Сомали
В 1995 году была завершена начатая в 1992 году миротворческая операция ООН в Сомали, в которой участвовали и США. Провал операции негативно сказался на репутации ООН, но несильно ударил по репутации президента Клинтона.

#### Война в Боснии и Герцеговине
В 1995 году США и НАТО через бомбардировки различных объектов боснийских сербов начали давить на президента Сербии Слободана Милошевича и власти Союзной Республики Югославии (СРЮ), чтобы те пошли на мирные переговоры с властями Боснии и Герцеговины. В итоге, Милошевич и власти СРЮ согласились начать мирные переговоры, итогом которых стало подписанное 14 декабря 1995 года лидерами Сербии, Боснии и Хорватии Дейтонское соглашение. Это позволило прекратить войну в Боснии, длившуюся уже три с половиной года.

#### Постсоветское пространство
Клинтону удалось установить хорошие отношения с большей частью стран бывшего СССР и их лидерами. Особенно это касалось президента России Бориса Ельцина. Наряду с лидерами России, Украины и Великобритании Клинтон был подписантом Будапештского меморандума (5 декабря 1994).

#### Прочие внешнеполитические акции
Ещё в 1992 году Клинтон предлагал услуги посредника в североирландском конфликте, но это ни к чему привело. Став президентом, он не забыл об этом конфликте и активно влиял на его участников для организации между ними более активных мирных переговоров. В 1998 году, уже при втором сроке Клинтона, власти Великобритании и руководство Ирландской республиканской армии (ИРА) подписали соглашение в Белфасте, положившее конец более чем тридцатилетнему кровавому конфликту.

#### Экономика
При первом президентском сроке Клинтона положение дел в экономике США заметно улучшилось. Несмотря на не самые высокие ежегодные темпы роста ВВП, произошли снижения показателей безработицы и инфляции.

#### Президентские выборы 1996 года
В рамках предвыборной кампании 1996 года Билл Клинтон и его напарник Альберт Гор без особого труда были избраны кандидатами в президенты и вице-президенты США соответственно на партийной национальной конвенции в Чикаго (26-29 августа 1996 года). Их соперниками от Республиканской партии были сенатор от штата Канзас Роберт Доул и его напарник Джек Кемп. Отсутствие у Доула сильной харизмы, его неудачи на дебатах с Клинтоном и появление на выборах Росса Перо, вновь отобравшего у республиканцев определённый процент голосов избирателей, в итоге привели к победе пары Клинтон-Гор. По итогам президентских выборов 5 ноября 1996 года эта пара набрала 379 голосов выборщиков, в то время как пара Доул-Кемп — 159.

#### Прочие события
В 1994 году против Клинтона был подан гражданский иск о сексуальных домогательствах от Полы Джонс.
В 1996 году США принимали XXVI летние Олимпийские игры, которые проходили в городе Атланте (штат Джорджия). Открыл эти игры Клинтон. В том же году был принят федеральный закон, ужесточивший процесс иммиграции в США.

### Второй президентский срок

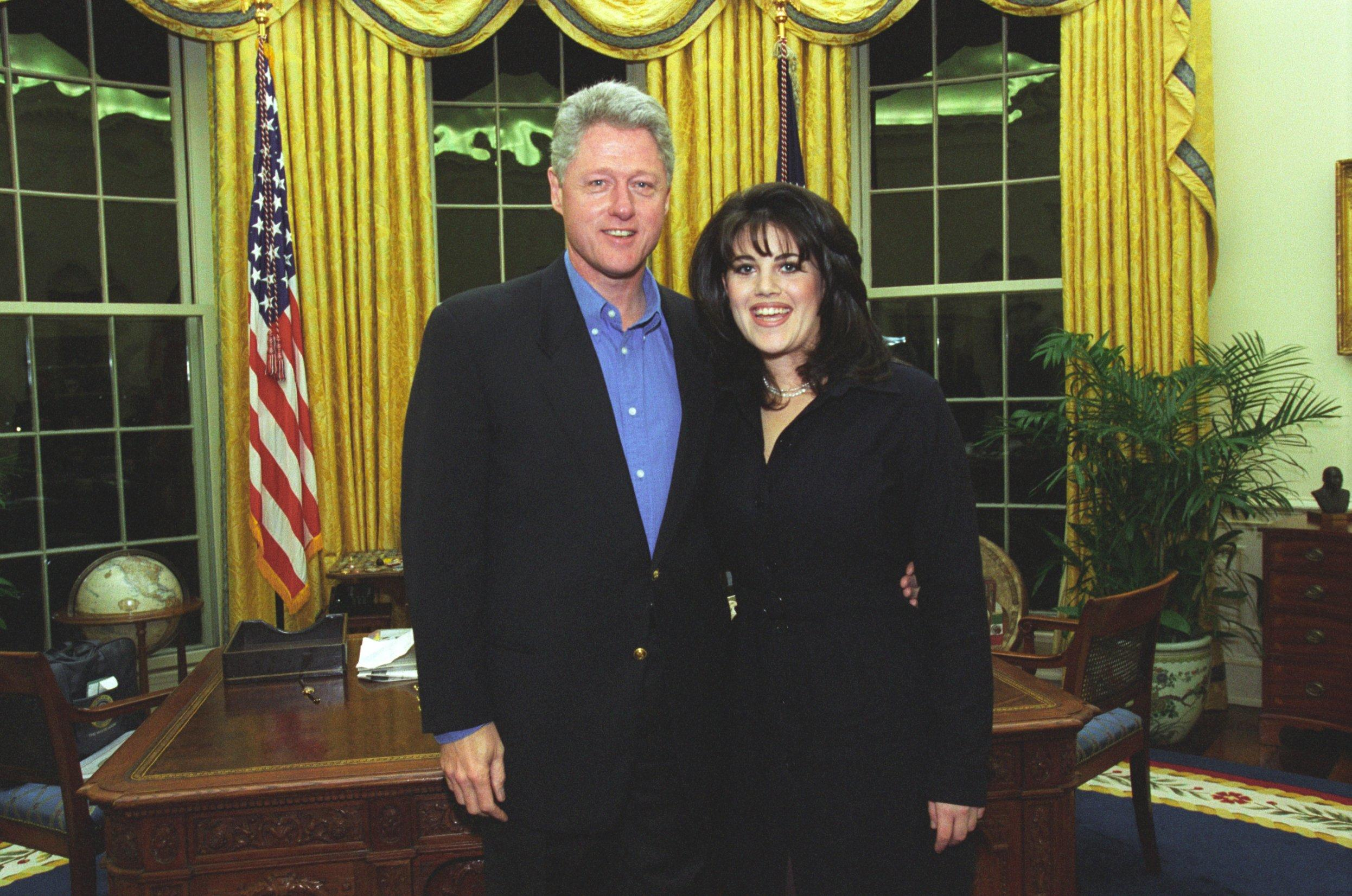
Клинтон и Левински в Белом доме. 28 февраля 1997 года

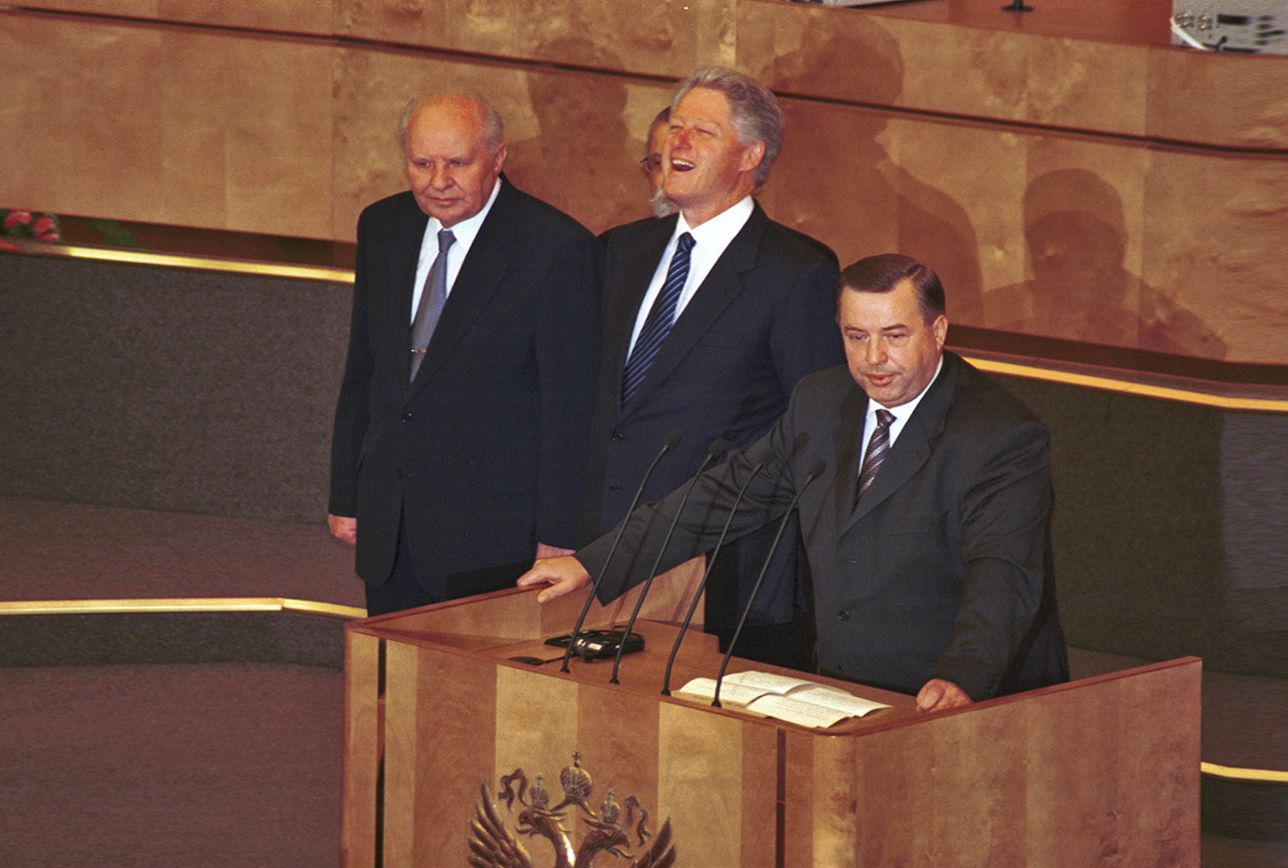
Клинтон во время выступления в Государственный думе с Егором Строевым и Геннадием Селезнёвым, 3 июня 2000 года

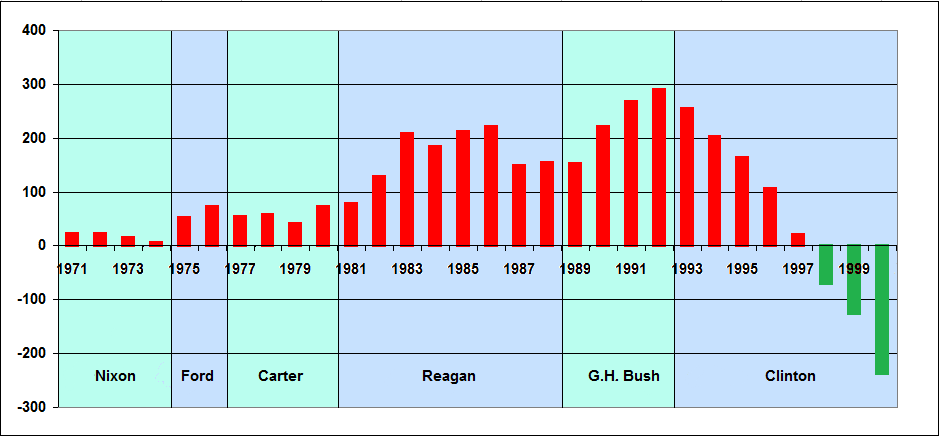
Диаграмма дефицита бюджета США (1971—2001), демонстрирующая, что на протяжении второго президентского срока Билла Клинтона бюджет США находился в профиците

#### Скандал Клинтон-Левински
В январе 1998 года стало известно о наличии у Билла Клинтона отнюдь не простых взаимоотношений с Моникой Левински. Реакция на заявления Левински о наличии у них интимной связи дала повод конгрессменам-республиканцам обвинить Клинтона в лжесвидетельстве и инициировать процесс импичмента в декабре 1998 года. И хотя этот процесс провалился, а скандал вокруг отношений с Левински несильно повлиял на рейтинг Клинтона и даже на его взаимоотношения с супругой, после поражения Альберта Гора на президентских выборах 2000 года стало ясно, что скандал всё же имел определённое влияние на политику и, в некоторой мере, подмочил репутацию Демократической партии США.

#### Политика в отношении Ирака
При втором президентском сроке Клинтона внешней политикой США в основном руководила Мадлен Олбрайт. 31 октября 1998 года Клинтон подписал Акт, в рамках которого было заявлено о стремлении США поддерживать иракские демократические силы в их противостоянии с президентом Ирака Саддамом Хусейном без организации военной интервенции в Ирак. 16-19 декабря того же года силы США и Великобритании нанесли серию авиаударов по различным военным объектам Ирака в рамках военной операции «Пустынный лис». Операцию оправдывали тем, что Ирак разрабатывает оружие массового поражения и не впускает на свою территорию специальных инспекторов ООН. К её проведению позитивно отнеслись Япония, Канада, Австралия и Южная Корея, крайне негативно — Россия и Китай. В самих США операцию в целом поддерживали. Так, в рамках специального опроса CBC News и газеты «The New York Times» 63 % респондентов высказались за её продолжение вплоть до свержения режима Саддама. В то же время некоторые оппоненты Клинтона обвиняли его в том, что он использовал операцию «Пустынный лис» для того, чтобы отвлечь общественное внимание от скандала вокруг его отношений с Моникой Левински.

#### Расширение НАТО на Восток
12 марта 1999 года Венгрия, Польша и Чехия окончательно вступили в НАТО вопреки возражениям, озвученным частью российских политических деятелей. Эти государства стали первыми новыми членами НАТО за 17 лет, а также первыми странами бывшей Организации Варшавского договора, присоединившимися к альянсу.

#### Война в Косове
В марте 1998 года в югославском регионе Косове начались полноценные боевые действия между войсками СРЮ с одной стороны и местными албанцами с другой. Действия как войск СРЮ, так и албанского националистического движения в рамках Армии освобождения Косова (АОК) сопровождались многочисленными военными преступлениями. США и их многочисленные союзники по НАТО оказывали давление на власти СРЮ, требуя прекратить вести боевые действия против боевиков АОК и пойти им на требуемые ими уступки. В своём давлении на СРЮ они пытались заручиться поддержкой со стороны ООН, а 13 октября 1998 года приступили к планированию серии авиаударов по СРЮ. Однако СРЮ согласилась пойти на уступки, и 15 октября под эгидой НАТО в Косове было заключено перемирие, в рамках которого войска СРЮ должны были вернуться в прежние места дислокации. Перемирие оказалось номинальным и недолгим, и уже в январе 1999 года война в Косове началась с новой силой. 24 марта 1999 года НАТО начало военную операцию «Союзная сила», в рамках которой военная авиация альянса интенсивно бомбила не только военные, но и ряд гражданских объектов СРЮ (прежде всего в Белграде). Большое число жертв со стороны гражданского населения СРЮ, отсутствие мандата ООН на операцию, поддержка откровенно жестоких сил в лице АОК и нехорошие экологические последствия вызвали неоднозначное отношение к операции со стороны мирового сообщества. Особенно негативно на операцию отреагировала Россия. В самих США к операции относились нормально. Операция «Союзная сила» продолжалась до 10 июня 1999 года, когда президент СРЮ Слободан Милошевич согласился начать процесс вывода югославских войск из Косова и вступить в переговоры с лидерами АОК.

#### Экономика
Второй срок Клинтона был успешен в плане развития экономики. В 1998 году безработица составляла 4,5 %, в 2000 — 4,0 % трудоспособного населения. Низкой оставалась инфляция. По итогам 1998 года, её показатель составлял 1,6 %.

#### Прочие события
В ноябре 1998 года Клинтон выплатил Поле Джонс 850 тысяч долларов в рамках досудебного урегулирования гражданского иска о домогательстве.

### После президентства
В последние годы Билл Клинтон ведёт активную общественную работу, является членом различных общественных политических и благотворительных организаций, в частности Трёхсторонней комиссии. После поражения на праймериз супруги Хиллари Клинтон в 2008 году активно выступал в поддержку Барака Обамы. В том же году награждён премией «TED Prize» за создание сети клиник в Руанде. После разрушительного землетрясения на Гаити 12 января 2010 года Клинтон неоднократно посещал Республику Гаити с целью оказания помощи пострадавшим. 3 февраля 2010 года Генеральный Секретарь ООН Пан Ги Мун попросил Клинтона взять на себя координацию международной помощи гаитянам.
Клинтон активно участвовал в избирательной кампании Барака Обамы во время президентских выборов 2012 года.
Во время президентских выборов 2016 года призвал избирателей поддержать свою супругу Хиллари.

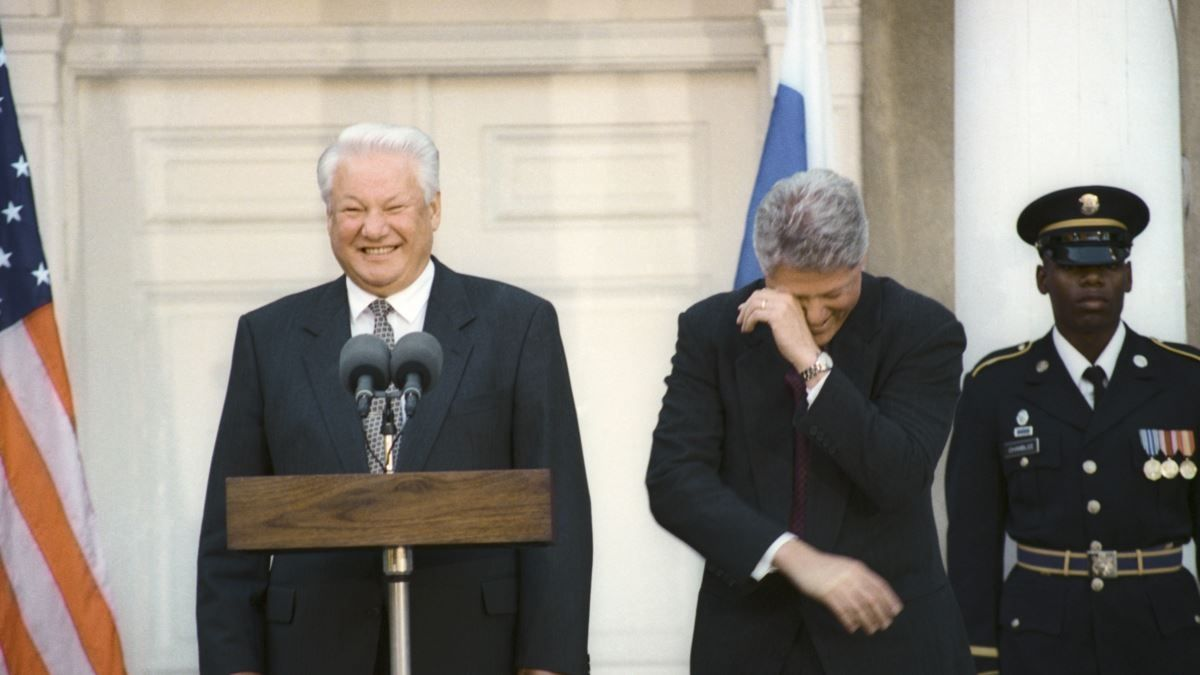
Билл Клинтон и Борис Ельцин

#### Отношения с Джеффри Эпштейном
Билл Клинтон был близко знаком с  Джеффри Эпштейном. В сентябре 2002 года Клинтон летал в Африку на частном самолёте Эпштейна, прозванном прессой «Лолита–Экспресс», вместе с самим Эпштейном, Кевином Спейси и Крисом Такером. Согласно полётным записям, Клинтон летал на самолёте Эпштейна 26 раз, по крайней мере, в дюжину мест за пределами США.  Представитель Клинтона позже заявил, что он совершил четыре поездки на самолёте Эпштейна, делая остановки на нескольких континентах, все со своим персоналом и Секретной службой.
Сообщалось, что Клинтон использовал частный самолёт Эпштейна для посещения принадлежавшего Эпштейну острова Литтл-Сент-Джеймс (Американские Виргинские острова) неоднократно в период с 2002 по 2005 год. Вирджиния Робертс, позже известная как Вирджиния Джуффре, дала показания, что во время работы в Мар-а-Лаго её заманили в группу секс-рабынь, которой руководил Эпштейн, и во время путешествия с Эпштейном она видела Клинтона на острове. На судебном процессе в 2011 году в присутствии своих адвокатов Робертс заявила, что Клинтон летал на Литтл-Сент-Джеймс в 2002 году. Сделанный в соответствии с Законом о свободе информации запрос Секретной службы США о записях визитов Клинтона на Литл-Сент-Джеймс не представил таких доказательств. Также, согласно бортовым журналам Эпштейна, Клинтон никогда не пролетал вблизи Американских Виргинских островов. В июле 2019 года представитель Клинтона выступил с заявлением, в котором говорилось, что Клинтон никогда не посещал остров. При этом, по словам бывшего помощника Клинтона Дугласа Бэнда, Клинтон посетил остров Эпштейна в январе 2003 года.

## Состояние здоровья
11 февраля 2010 года Билл Клинтон был срочно госпитализирован в одну из больниц Нью-Йорка с жалобой на боли в области сердца. 63-летнему политику была проведена операция по стентированию. После этого Клинтон, по соображениям здоровья, стал веганом. В 2012 году он заявил, что такая диета спасла ему жизнь. В декабре 2010 года организация «Люди за этичное обращение с животными» объявила Клинтона «Человеком года». Он удостоился этой чести за то, что «использует своё влияние, обаяние и красноречие для пропаганды веганской диеты».

## Семья
Супруга Хиллари Родэм Клинтон — сенатор от штата Нью-Йорк (2001—2009), государственный секретарь США (2009—2013), кандидат в президенты США на выборах 2016 года.
Дочь Челси Клинтон вышла замуж за банкира Марка Мезвински в июле 2010 года.
Брат Роджер Клинтон — киноактёр и музыкант.

## Награды и почести

### Награды
Американские
- Почётная медаль острова Эллис (1999)[35][36].
- Медаль министерства обороны «За выдающуюся гражданскую службу»[англ.] (2001)[37].
- Премия «Грэмми» за лучший разговорный альбом[англ.] за 2004 год — «Моя жизнь» (2005)[38].
- Филадельфийская медаль Свободы совместно с Джорджем Бушем — старшим (2006)[39].
- Президентская медаль Свободы (2013)[40][41].

Иностранные
- Цепь ордена Короля Абдель-Азиза (Саудовская Аравия, 1994)[42].
- Орден Мубарака Великого (Кувейт, 1994)[43].
- Почётный гражданин Бухареста (Румыния, 10 июля 1997)[44]
- Орден Доброй Надежды I степени (ЮАР, 1998)[45][46][47][48].
- Орден Белого льва I степени на цепи (Чехия, 1998)[49][50].
- Орден Турецкой Республики (Турция, 1999)[51][52].
- Президентская медаль «За заслуги» (Косово, 2004)[53].
- Орден Лесото[англ.] (Лесото, 2005)[54].
- Орден Логоху степени Гранд-компаньона (Папуа — Новая Гвинея, 2006)[55][56][57][58].
- Орден Креста земли Марии 1-й степени (Эстония, 2006)[59][60][61][62].
- Национальный орден Почёта и Заслуг степени кавалера Большого креста в золоте (Гаити, 2011)[63].
- Президентская медаль с отличием (Израиль, 2013)[64][65][66].
- Орден Победы имени Святого Георгия (Грузия, 2013)[67][68].
- Орден Восточного Тимора[англ.] (Восточный Тимор, 2019)[69].
- Орден Свободы (Косово, 2019)[70].
- Звезда признательности за общественные достижения (Албания, 2023)[71].
- Орден Томаша Гаррига Масарика I степени (Чехия, 2024)[72][73].
- Международная премия Низами Гянджеви (Международный центр Низами Гянджеви, Азербайджан)[74].

### Памятники

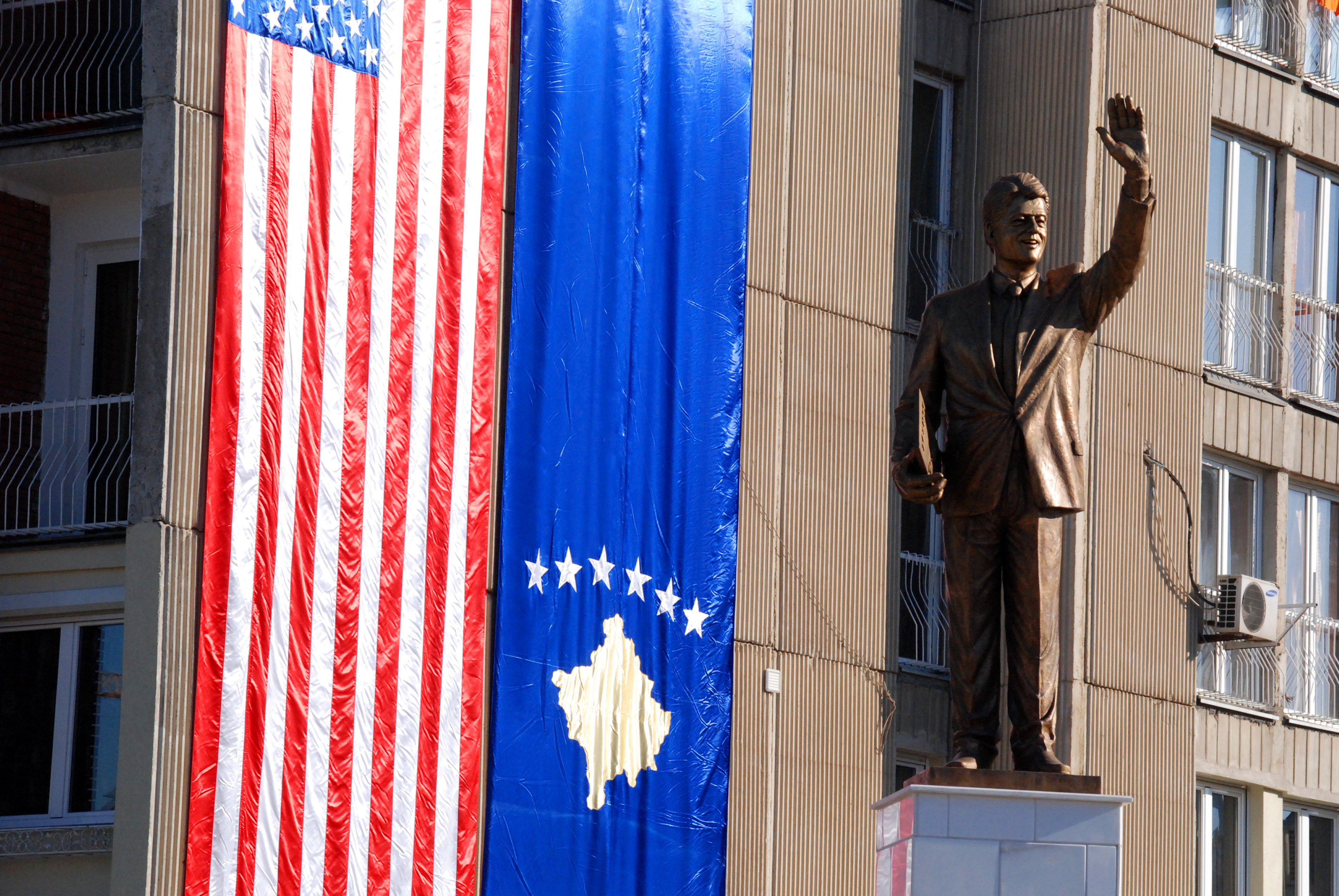
Приштина, Республика Косово

В столице Республики Косово Приштине на центральном бульваре, носящем имя Билла Клинтона, ему установлен 3,5-метровый памятник. На торжественном открытии памятника 1 ноября 2009 года Клинтон участвовал лично.

## В культуре
В фильме Шестой элемент
2000 года Билла Клинтона сыграл Дэмайан Мэйсон.
Деннис Куэйд сыграл роль Билла Клинтона в телефильме «Особые отношения» 2010 года.
В мультфильме «Приключения мистера Пибоди и Шермана» (2014) Клинтона озвучил Джесс Харнелл.
Билл Клинтон стал персонажем третьего сезона телесериала «Американская история преступлений», который вышел на экраны в 2021 году. Его сыграл Клайв Оуэн.
Сам Билл Клинтон своеобразно поучаствовал в культурной жизни США, когда, находясь на посту губернатора Арканзаса отклонил законопроект об обязательной маркировке музыкальных альбомов, содержащих бэкмаскинг, как могущие воздействовать на подсознание.

## Книги
- Билл Клинтон, Джеймс Паттерсон. «Президент пропал». — М.: Эксмо, 2018. — 416 с. — ISBN 978-5-04-098450-3.
- Билл Клинтон. «Билл Клинтон. Моя жизнь» = My Life (ISBN 0-375-41457-6). — М., 2005. — 1088 с. — ISBN 5-9614-0187-1.
- Clinton, Bill (в соавторстве). Science in the National Interest. Washington, DC: The White House, August 1994.
- Clinton, Bill (в соавторстве). The Climate Change Action Plan Архивная копия от 16 марта 2008 на Wayback Machine. Washington, DC: The White House, October 1993.
- Clinton, Bill (в соавторстве). Technology for America’s economic growth, a new direction to build economic strength. Washington, DC: The White House, February 22, 1993.

## Упоминание в играх
- Illuminati: New World Order[англ.]
- Call of Duty: Black Ops 6